# Tunnel Feuerfelsen
Der Tunnel Feuerfelsen ist ein 1043 Meter langer Eisenbahntunnel der Schnellfahrstrecke Ebensfeld–Erfurt zwischen den Streckenkilometern 105,058 und 106,101. Er liegt rund vier Kilometer östlich der Coburger Innenstadt, bei den Stadtteilen Lützelbuch und Rögen. Das Bauwerk unterquert die Bundesautobahn 73 mit einer Gemeindestraßenüberführung und einen Bergrücken, den Achat- oder Feuerfelsen. Dieser ist ein Naturdenkmal, das überwiegend aus einer Dolomit-Arkose, einem Relikt aus dem Sandsteinkeuper, besteht. Die maximale Überdeckung beträgt 30 Meter.

## Geschichte
Die Röhre gehört zum Bauabschnitt 3121 (auch Verkehrsprojekt Coburg Ost genannt) der Neubaustrecke, der zwischen den Baukilometern 19,130 und 24,895 liegt und zusätzlich den Tunnel Rennberg, die Kiengrundbrücke und drei Brückenbauwerke sowie die Erdarbeiten an der freien Strecke umfasst. Das Vergabepaket an die Arbeitsgemeinschaft Tunnel Feuerfelsen / Rennberg hatte eine Auftragssumme von 82 Millionen Euro. Der Baubeginn war Herbst 2010 und die geplante Fertigstellung 2013. Die Kosten des Bauwerks liegen bei etwa 28 Millionen Euro.
Der Tunnel wurde feierlich am 4. Dezember 2010 bei Lützelbuch angeschlagen. Am 25. Juni 2011 folgte der Durchschlag bei Rögen. Die Tunnelpatenschaft übernahm Ilse Preß, Gattin des Bürgermeisters von Rödental.
Am 13. Juli 2013 fand ein Tag des offenen Tunnels für die Bevölkerung statt. In den ersten beiden Stunden besuchten rund 2500 das im Rohbau fertiggestellte Bauwerk, das dabei auf seiner ganzen Länge durchlaufen werden konnte.

## Bauausführung
Der Tunnel verläuft in Gesteinsformationen des Unteren und Mittleren Burgsandsteins sowie im Coburger und Blasensandstein des Mittleren Keupers. Er wurde maschinell mit einem Tunnelbagger, teilweise auch mit Sprengungen, vom südlichen Portal aus aufgefahren. Dabei wurde der Querschnitt in Kalotte, Strosse und Sohle unterteilt und mit einem Spritzbetonausbau nach der neuen österreichischen Tunnelbauweise gesichert. Der Tunnelausbruch betrug ungefähr 244.000 m³, die auf der Deponie Ziegenrück (50° 14′ 58″ N, 11° 1′ 22″ O), nahe dem Südportal gelegen, gelagert wurden. Die innere Tunnelschale wurde vom Südportal ausgehend hergestellt. Der Geländeeinschnitt vor dem südlichen Tunnelportale wurde eingezäunt.

## Rettungskonzept
Der Tunnel hat Notausgänge bei den Streckenkilometern 105,494 und 105,601, die über einen begehbaren Rettungsstollen mit dem Haaresgrund verbunden sind. An den beiden Rettungsplätzen vor den Portalen ist jeweils ein Bauwerk mit zwei Rollpaletten vorhanden.

## Fotos von Bauzuständen

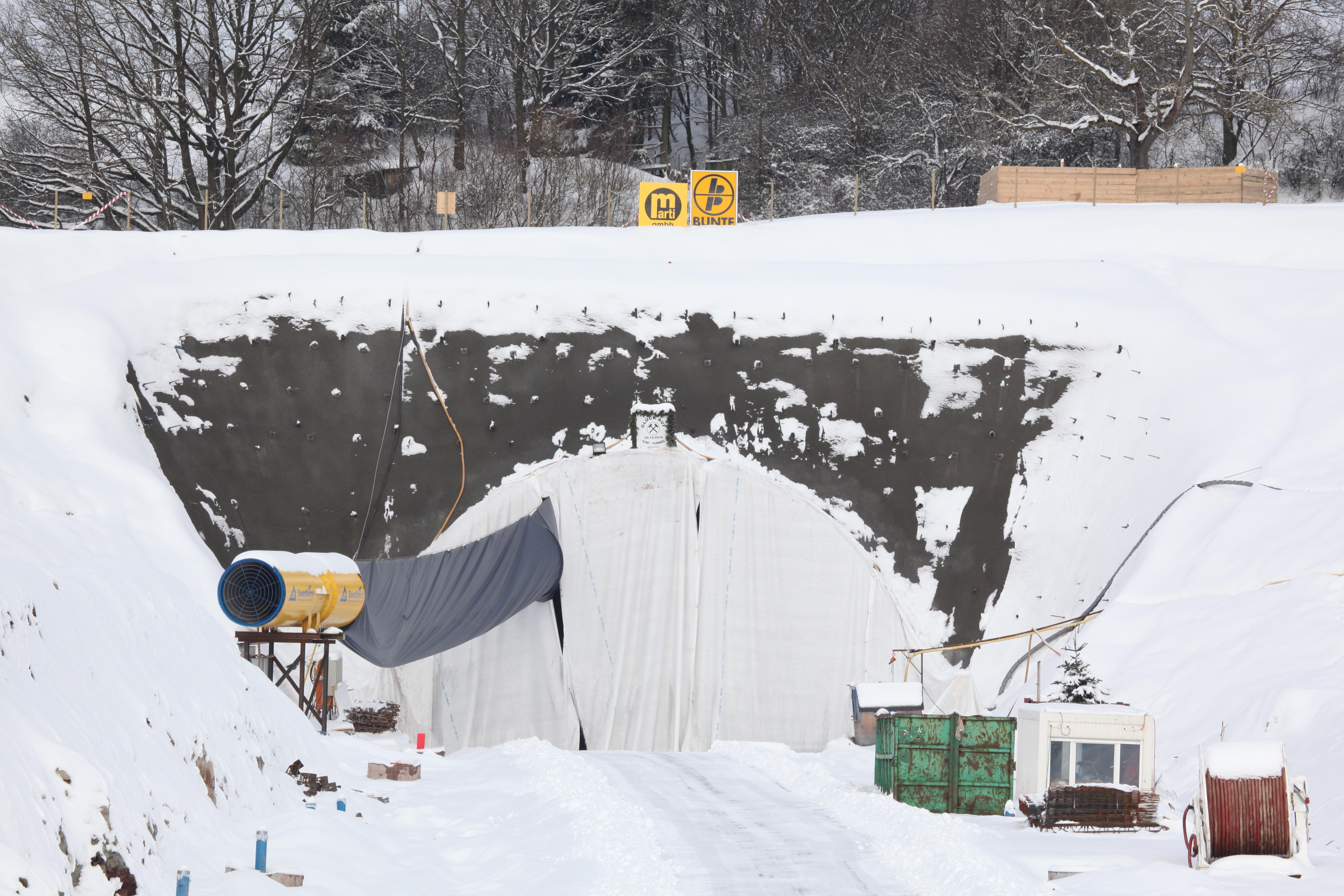
Südportal Dezember 2010
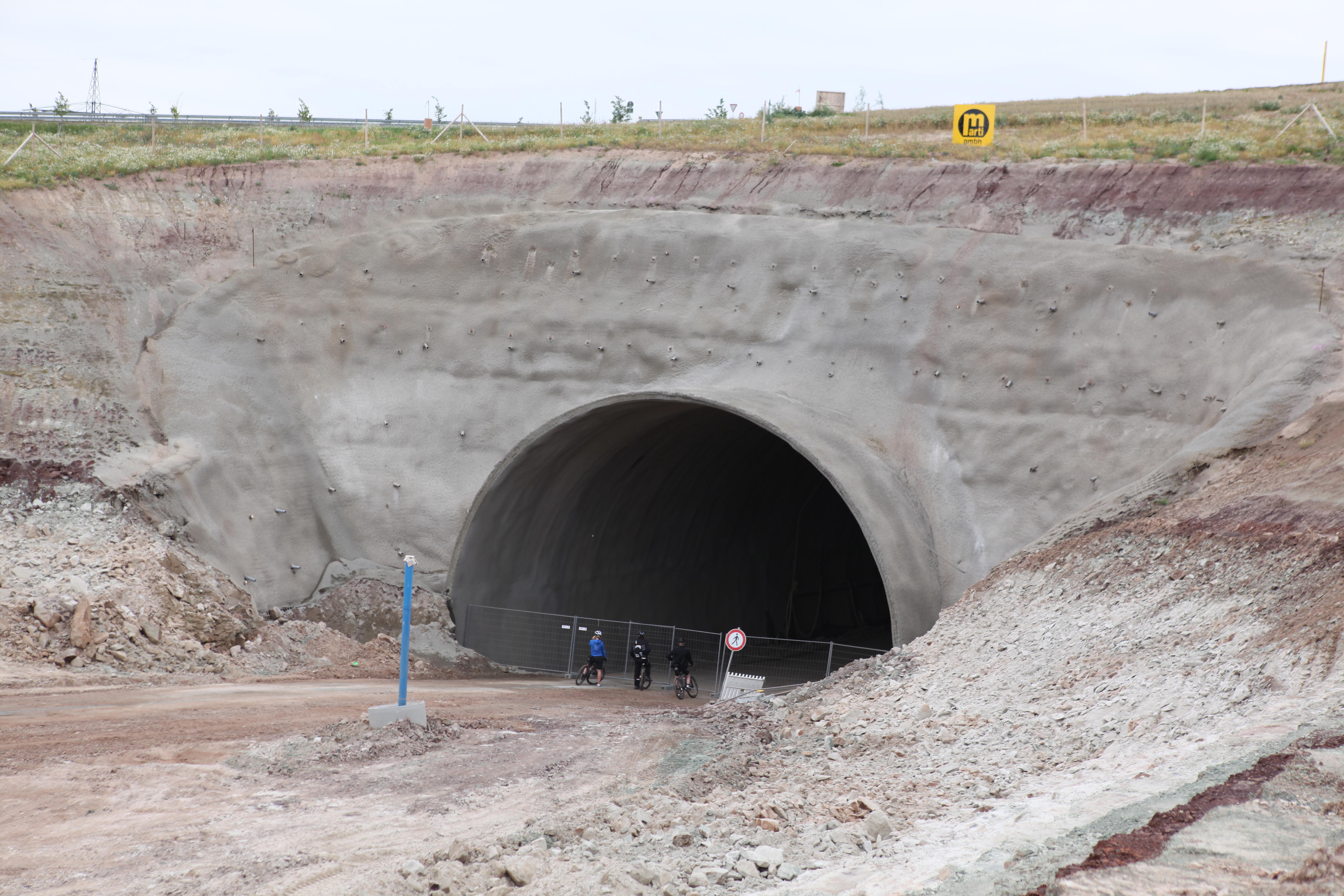
Nordportal Juli 2011
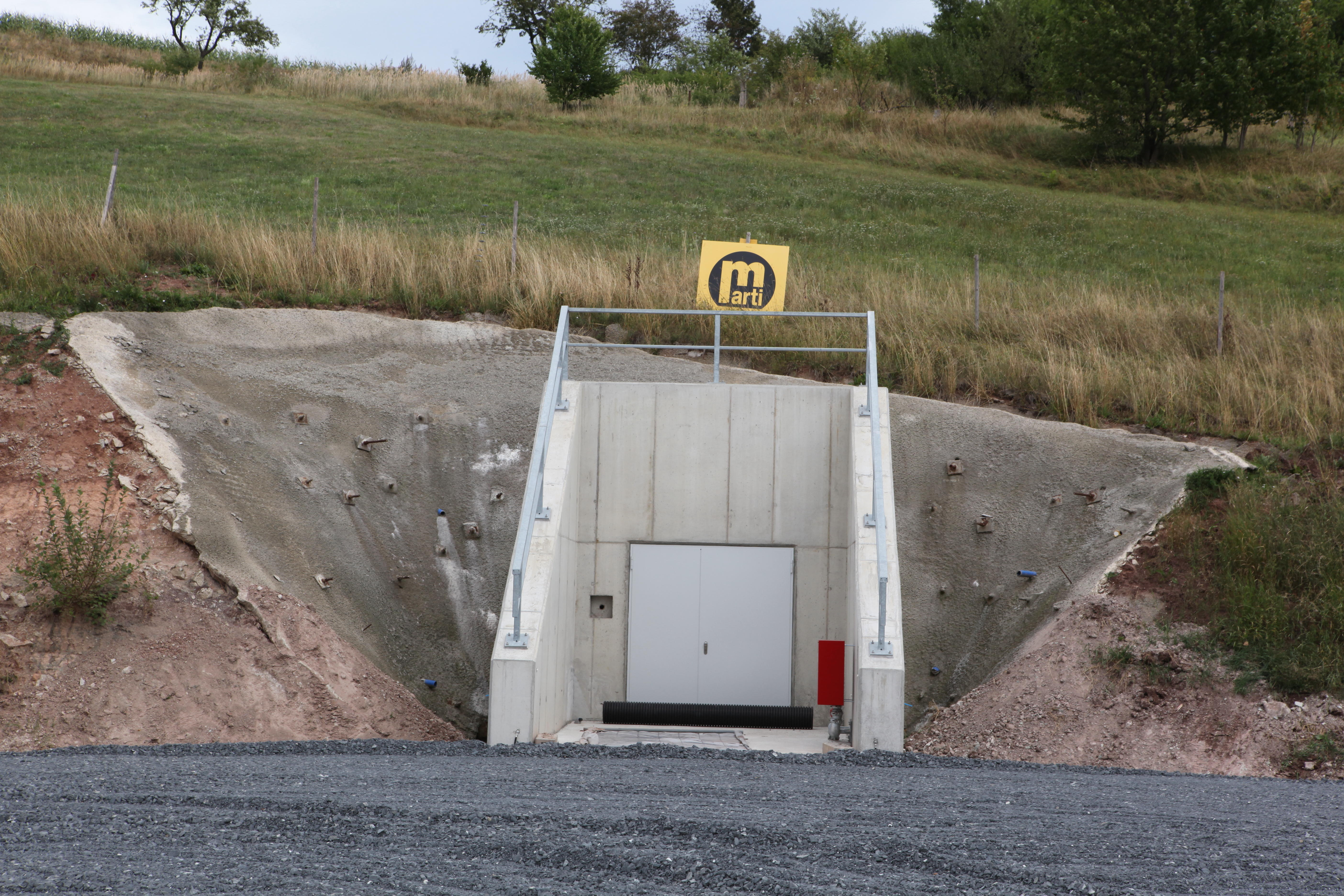
Notausgang August 2013
50° 15′ 29″ N, 11° 1′ 0,3″ O
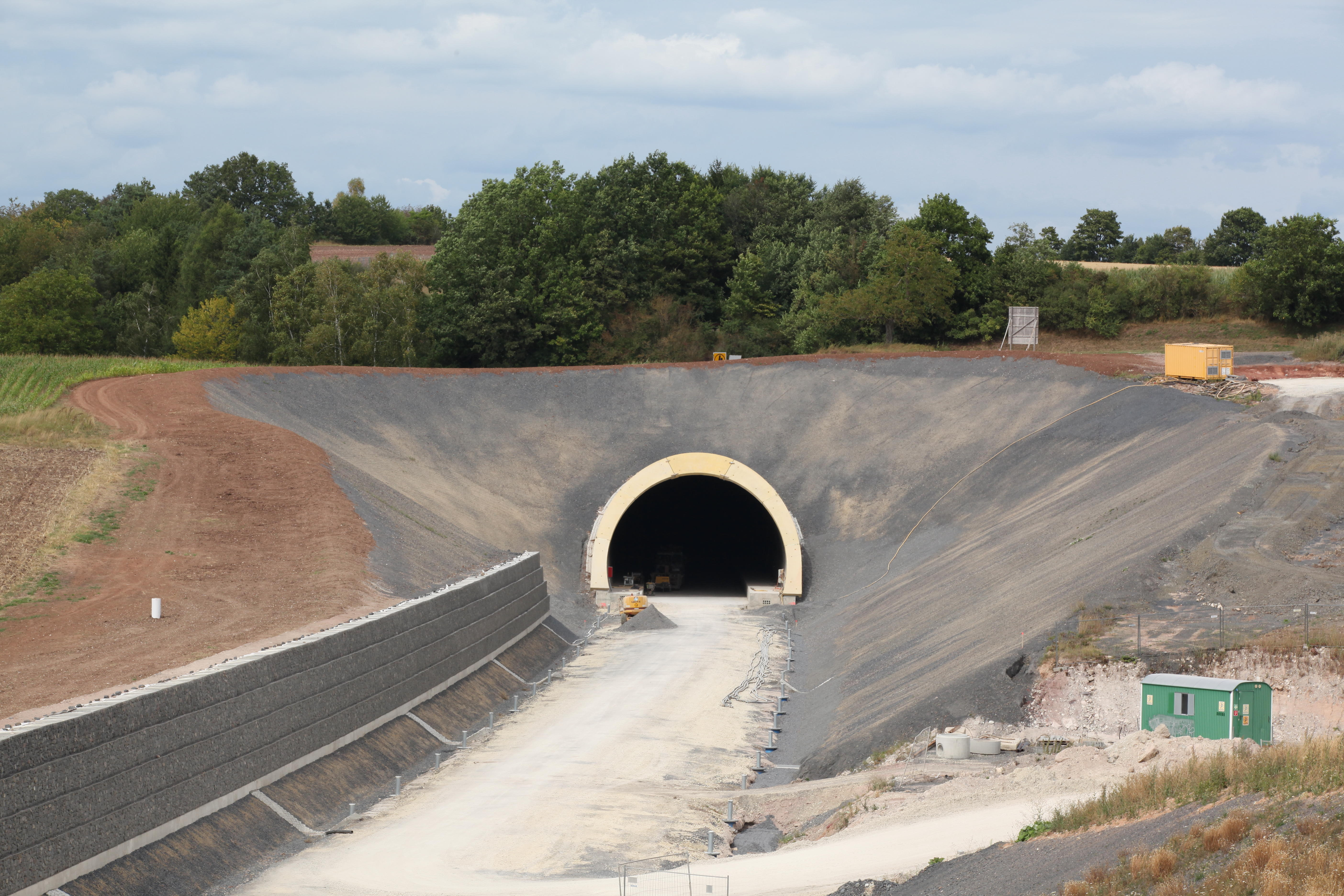
Südportal August 2013
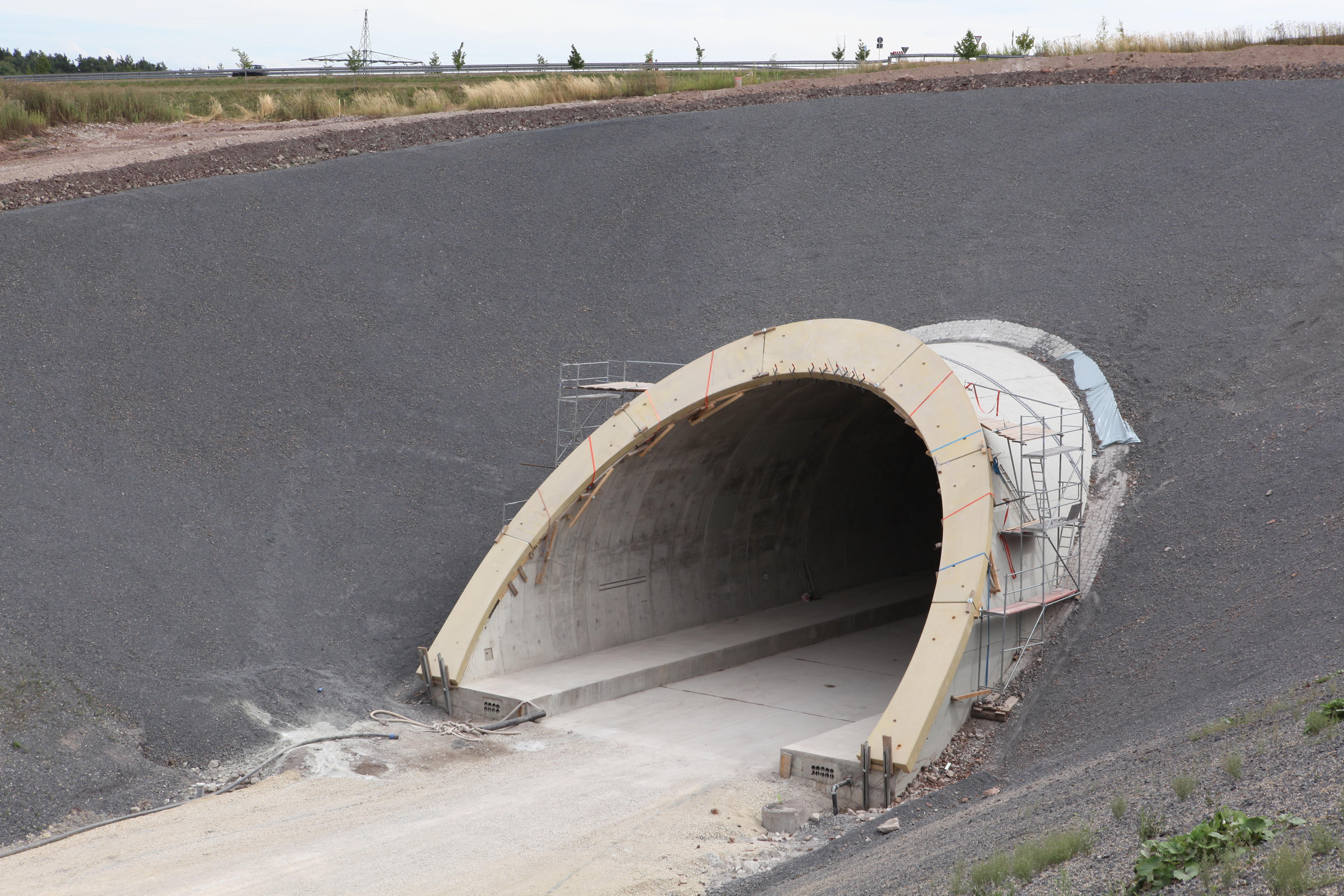
Nordportal August 2013